# Lyon Richardson
Lyon Richardson (Jensen Beach, Florida, 18 de enero de 2000) es un jugador profesional estadounidense de béisbol que se desempeña en la posición de lanzador en Cincinnati Reds, equipo de las Grandes Ligas de Béisbol (MLB).

## Carrera
En 2023, Richardson hizo su debut en la MLB con el equipo Cincinnati Reds, donde lleva jugando dos temporadas.